# X-Blades
X-Blades ist ein Videospiel, das vom Moskauer Studio Gaijin Entertainment entwickelt und von TopWare Interactive sowie ZUXXEZ Entertainment verlegt wurde. Das Actionspiel wurde zuvor bereits 2007 unter dem Namen Oniblade in Russland veröffentlicht, ist seitdem allerdings in Bereichen wie Grafik und Gameplay weiterentwickelt worden.

## Handlung
Im Mittelpunkt von X-Blades steht die Schatzjägerin Ayumi, die zu Spielbeginn eine Karte findet, die den Weg zu zwei geheimnisvollen Artefakten von unermesslichem Wert weist. Die Karte enthält zudem eine Inschrift, die von einer uralten Legende berichtet. Demzufolge herrschten seit Anbeginn der Zeit zwei göttliche Kreaturen über das Universum – der Finstere und der Erleuchtete. Dieses symbiotische Gleichgewicht aus Dunkelheit und Licht wurde allerdings gestört, als sich die beiden Brüder zerstritten und um die Vorherrschaft kämpften. In der Folge verbannte der Erleuchtete die duale göttliche Macht in zwei Artefakte, um zu verhindern, dass der Finstere die gesamte Macht an sich reißen und die Welt in ewiges Chaos stürzen konnte.
Die Inschrift spricht außerdem eine deutliche Warnung aus:
„Kein Sterblicher darf es wagen, nach den Artefakten zu suchen, die von den gefallenen Göttern an einem sicheren Ort bewacht werden. Diese Karte darf nicht in unbefugte Hände fallen, denn die göttliche Macht selbst ist an die Artefakte gebunden. Doch wehe dem Frevler, der es wagen sollte, die göttliche Fügung zu stören… die Artefakte sind durch einen mächtigen Fluch geschützt, welcher Sterblichen die ewige Verdammnis und der Welt die ewige Finsternis bringen wird.“
Ayumi ignoriert allerdings diese Warnung und macht sich auf die Suche nach den Artefakten, die sich in einer Tempelanlage verbergen. Die Handlung wird dabei in Zwischensequenzen fortgeführt, die sporadisch nach Beendigung eines Levels automatisch abgespielt werden. Der Stil der Videos orientiert sich am Anime-Look, was durch stärkere Nutzung von Cel-Shading-Effekten im Vergleich zur Spielgrafik erreicht wird. 
Im weiteren Spielverlauf bekommt es Ayumi neben diversen Gegnertypen immer wieder mit teilweise storyrelevanten Bossgegnern wie dem Erleuchteten und dem Finsteren zu tun. Zeitweise erhält sie Unterstützung durch den Schatzjäger Jay, dem vierten zentralen Charakter des Spiels.

## Spielprinzip
Der Spieler steuert die Protagonistin Ayumi in der Third-Person-Perspektive via Maus und Tastatur bzw. Controller. Das Gameplay bleibt in erster Linie den Charakteristika von klassischem Hack and Slay treu: Rasant inszenierte Kämpfe gegen eine große Anzahl von Gegnern. Dieses Prinzip wird gelegentlich durch Bossgegner aufgewertet, die schwerer zu bezwingen sind und meist besondere Strategien erfordern.
Als Waffen dienen Ayumi die sogenannten Gunblades bzw. Pistolenklingen; eine Kombination aus Schwert und Pistole. 
Die Basisattacken lassen sich in Fernkampf (Pistolenschuss) und Nahkampf (Klingenhieb) unterteilen, die jeweils in verschiedenen Upgradestufen durch das Aufsammeln von, in den Levels verteilten Artefaktfragmenten aufgewertet werden können. Derart werden nach und nach neue Nahkampfattacken in Form von Schlag-Kombos sowie neue Fernkampfattacken in Form von unterschiedlichen Schießmodi freigeschaltet.
Neben den Basisattacken kann Ayumi magische Angriffe einsetzen. Diese Zauber können in einem separaten Skillmenü durch Einsatz von sogenannten Seelen erlernt werden. Seelen erhält der Spieler durch das Besiegen von Gegnern bzw. das Zerschlagen von Gegenständen wie Amphoren und Sarkophagen, die überall in den Levels verteilt sind. Dieses Prinzip ist mit dem Erfahrungspunktesystem aus Rollenspielen vergleichbar.
Analog zur Handlung um die finstere und erleuchtete Seite der göttlichen Macht, beinhaltet das Zauberrepertoire auch Magien der Finsternis bzw. der Erleuchtung. Der Spieler kann sich für eine Seite entscheiden, indem er die entsprechenden Zauber im Skillmenü auswählt und erlernt. Abhängig von dieser Wahl erlebt der Spieler eines von zwei alternativen Spielenden.

## Spielwelt
Die Tempelanlage, in den sich die Handlung von X-Blades vollzieht, befindet sich auf einer Insel und ist in insgesamt 42 Levels aufgeteilt. Das Leveldesign orientiert sich dabei vor allem am, aus Spielen wie Tomb Raider bekannten Tempelthema. Neben von Ruinen dominierten Abschnitten gelangt der Spieler auch gelegentlich ins Freie, wie etwa an die Gestade der Tempelinsel (Level: Die verlassene Küste). Zu erwähnen ist, dass etwa nach der Hälfte des Spiels durch eine Storywendung, die ersten Levels erneut absolviert werden müssen. Allerdings verändert sich durch abgewandelte Lichteffekte, die eine abendliche Dämmerung simulieren, die Spielatmosphäre.
Grundsätzlich sind die Spielareale arenenartig aufgebaut: In einem begrenzten Areal muss der Spieler mehrere Gegnerwellen und/oder einen Bossgegner bezwingen. Der Zugang in das nächste Level öffnet sich erst, wenn alle Gegner besiegt sind.
Die Spielwelt von X-Blades wird von verschiedenen monsterartigen Kreaturen bevölkert. Diese sind comichaft konzipiert und treten zumeist in Massen bzw. Wellen auf. Beispiele sind die echsenhaften Pangolin-Krieger, klassische Monsterspinnen und fliegende Geisterwesen.
Die Gruppe der Bossgegner besteht neben den storyrelevanten Charakteren aus einer Handvoll besonders starker Monster, wie dem Okubellen-Schamanen (eine Art fliegende Monsterlibelle mit Riesenauge) oder dem Riesengalapagos (ein reptilienartiges Schuppenmonster). 

## Trivia
Ayumi wird in der deutschen Sprachversion von Shandra Schadt gesprochen. Andere bekannte Synchronsprecher sind Norman Matt (Jay) und Tilo Schmitz (Der Erleuchtete/Der Finstere).